# Gajdamak
Gajdamak (ros. Гайдамак) – rosyjski statek Floty Czarnomorskiej
Statek został wybudowany w stoczni w Kolonii w 1897 r. na zamówienie rosyjskiego Nikołajewskiego Towarzystwa Łocmanów. Początkowo nosił numer 2. Mógł służyć jako portowy lodołamacz i ratowniczy statek parowy (parochod). Po wybuchu I wojny światowej został włączony w skład rosyjskiej marynarki wojennej. Wszedł w skład Floty Czarnomorskiej. W maju 1918 r. zajęli go Niemcy, zaś w listopadzie tego roku Biali, którzy przemianowali go na „Gajdamak”. W grudniu statek opanowali alianccy interwenci. W kwietniu 1919 r. powrócił pod zwierzchnictwo Białych. Po zainstalowaniu działa 150 mm i 2 dział 75 mm służył jako kanonierka. Dowództwo statku sprawował kpt. 1 rangi Wiktor W. von Wilken. Statek brał udział w wysadzeniu desantu oddziału Białych pod Kiryłowką na początku kwietnia 1920 r., II Korpusu Konnego gen. Jakowa A. Sławczowa pod koniec kwietnia tego roku i wojsk gen. Siergieja G. Ułagaja (Kuczuka) w sierpniu. W połowie listopada uczestniczył w ewakuacji wojsk Białych z Krymu do Gallipoli, a następnie w składzie 4 Oddziału Eskadry Rosyjskiej przepłynął do Bizerty, gdzie wraz z pozostałymi statkami został internowany przez Francuzów. Dalsze jego losy są nieznane.